# Firaxis Games
Firaxis Games es una empresa estadounidense desarrolladora de videojuegos, especialmente de estrategia y simulación. Fundada en 1996 por Sid Meier y Jeff Briggs tras su salida de MicroProse. Otros exempleados de MicroProse como Brian Reynolds también pasaron a formar parte de la empresa.
Firaxis ha producido varios juegos, incluyendo Gettysburg y Antietam, basados en su famosa American Civil War Battles. Sid Meier's SimGolf era una coproducción con Will Wright de SimCity y la fama de Los Sims. Alpha Centauri es un juego de colonización espacial que toma lugar en el sistema estelar Alfa Centauri. Tal vez su lanzamiento más popular haya sido Civilization III, la secuela de la serie Civilization.
En noviembre de 2004, Firaxis lanzó Sid Meier's Pirates!, una actualización del clásico juego de computadora de Meier's en 1987 con el mismo nombre. Una versión para Xbox del juego fue lanzada en julio de 2005.
Civlization IV se empezó a desarrollar en el 2003 y fue lanzado el 24 de octubre de 2005 en los Estados Unidos, y el 4 de noviembre de 2005 en Europa.
En noviembre de 2005, Take-Two Interactive anunció su adquisición de Firaxis. Los términos del acuerdo no fueron resueltos. La empresa fue consolidada con PopTop Software en marzo del 2005, la resultante combinación del estudio fue dirigida por Sid Meier.

## Juegos
- Sid Meier's Gettysburg! (1997)
  - Sid Meier's Antietam! (1998)
- Sid Meier's Alpha Centauri (1999)
  - Sid Meier's Alien Crossfire (1999)
- Sid Meier's Civilization III (2001)
  - Sid Meier's Civilization III: Play the World (2002)
  - Sid Meier's Civilization III: Conquests (2003)
- Sid Meier's SimGolf (2002)
- Sid Meier's Pirates! (2004)
- Sid Meier's Civilization IV (2005)
  - Sid Meier's Civilization IV: Warlords (2006)
  - Sid Meier's Civilization IV: Beyond the Sword (2007)
  - Sid Meier's Civilization IV: Colonization (2008)
- CivCity: Rome (2006)
- Sid Meier's Railroads! (2006)
- Sid Meier's Civilization Revolution (2008)
- Sid Meier's Civilization V (2010)
  - Civilization V: Gods & Kings (2012)
  - Civilization V: Brave New World (2013)
- XCOM: Enemy Unknown (2012)
- Haunted Hollow (2013)
- Sid Meier's Ace Patrol (2013)
- Sid Meier's Civilization: Beyond Earth (2014)
- Sid Meier's Starship (2015)
- Sid Meier's Civilization VI (2016)
- XCOM 2 (2016)
- XCOM 2 War of the chosen (2017)